# 李士昌 (洪武進士)
李士昌，北平布政使司定州人，明初政治人物。

## 生平
李士昌為國子監生，洪武二十四年（1391年）中式辛未科進士，位居三甲榜尾。官至郎中。